# Фукусіма (Фукусіма)
37°45′39″ пн. ш. 140°28′24″ сх. д. / 37.76083° пн. ш. 140.47333° сх. д.
Фукусі́ма (яп. 福島市, ふくしまし, МФА: [ɸu̥kuɕima ɕi̥], Фукушіма) — місто в Японії, в префектурі Фукусіма.

## Короткі відомості
Розташоване в північній частині префектури. Адміністративний центр префектури. Виникло на базі середньовічного призамкового містечка самурайського роду Ітакура та постоялого містечка на Муцівському шляху. Основою економіки є виробництво електротоварів, машинобудівна, текстильна і харчова промисловості, а також вирощування персиків і японських груш. В місті розташовані цілющі гарячі джерела Іїдзака та Цутію. Станом на 1 жовтня 2008 площа міста становила 767,74 км². Станом на 1 січня 2009 населення міста становило 294 669 осіб.

## Географія

### Клімат
Місту притаманний вологий субтропічний клімат за класифікацією Кеппена.
| Клімат Фукусіми (1981—2010)                | Клімат Фукусіми (1981—2010) | Клімат Фукусіми (1981—2010) | Клімат Фукусіми (1981—2010) | Клімат Фукусіми (1981—2010) | Клімат Фукусіми (1981—2010) | Клімат Фукусіми (1981—2010) | Клімат Фукусіми (1981—2010) | Клімат Фукусіми (1981—2010) | Клімат Фукусіми (1981—2010) | Клімат Фукусіми (1981—2010) | Клімат Фукусіми (1981—2010) | Клімат Фукусіми (1981—2010) | Клімат Фукусіми (1981—2010) |
| Показник                                   | Січ.                        | Лют.                        | Бер.                        | Квіт.                       | Трав.                       | Черв.                       | Лип.                        | Серп.                       | Вер.                        | Жовт.                       | Лист.                       | Груд.                       | Рік                         |
| Абсолютний максимум, °C                    | 17,8                        | 21,4                        | 25,1                        | 32,2                        | 35,3                        | 36,7                        | 39,0                        | 38,9                        | 37,3                        | 30,0                        | 26,0                        | 22,1                        | 29,0                        |
| Середній максимум, °C                      | 5,5                         | 6,5                         | 10,4                        | 17,4                        | 22,5                        | 25,2                        | 28,3                        | 30,4                        | 25,6                        | 20,0                        | 14,1                        | 8,7                         | 17,9                        |
| Середня температура, °C                    | 1,6                         | 2,2                         | 5,3                         | 11,5                        | 16,6                        | 20,1                        | 23,6                        | 25,4                        | 21,1                        | 15,1                        | 9,2                         | 4,4                         | 13,0                        |
| Середній мінімум, °C                       | −1,8                        | −1,5                        | 0,9                         | 6,2                         | 11,5                        | 16,1                        | 20,1                        | 21,8                        | 17,6                        | 11,0                        | 4,8                         | 0,7                         | 8,9                         |
| Абсолютний мінімум, °C                     | −10,2                       | −11,5                       | −8,6                        | −3,1                        | 0,5                         | 8,3                         | 9,1                         | 13,0                        | 6,9                         | −0,5                        | −3,9                        | −10,1                       | −11,5                       |
| Середня кількість сонячних годин на місяць | 132,0                       | 142,3                       | 174,2                       | 186,4                       | 187,5                       | 136,6                       | 123,6                       | 152,5                       | 114,2                       | 135,8                       | 128,3                       | 125,2                       | 1738,8                      |
| Норма опадів, мм                           | 49.4                        | 44.3                        | 75.6                        | 81.0                        | 92.6                        | 122.1                       | 160.4                       | 154.0                       | 160.3                       | 119.1                       | 65.5                        | 41.8                        | 1166.0                      |
| Днів з опадами                             | 10,8                        | 9,0                         | 10,0                        | 8,7                         | 9,7                         | 11,8                        | 14,7                        | 11,4                        | 12,3                        | 9,6                         | 8,1                         | 9,2                         | 125,2                       |
| Днів зі снігом                             | 9,9                         | 6,7                         | 2,4                         | 0,2                         | 0                           | 0                           | 0                           | 0                           | 0                           | 0                           | 0,2                         | 3,0                         | 22,9                        |
| Вологість повітря, %                       | 68                          | 64                          | 61                          | 59                          | 63                          | 72                          | 77                          | 75                          | 76                          | 72                          | 69                          | 68                          | 69                          |
| ------------------------------------------ | --------------------------- | --------------------------- | --------------------------- | --------------------------- | --------------------------- | --------------------------- | --------------------------- | --------------------------- | --------------------------- | --------------------------- | --------------------------- | --------------------------- | --------------------------- |
| Джерело: Метеорологічне управління Японії  |                             |                             |                             |                             |                             |                             |                             |                             |                             |                             |                             |                             |                             |

## Історія
11 березня 2011 року, о 14:48, постраждало від Великого тохокуського землетрусу.

## Освіта
- Фукушімський університет